# Stroopwafel
Lo stroopwafel /'stro:pˌva:fəɫ/ (letteralmente "wafer allo sciroppo") è un tipico biscotto olandese composto di due sottili cialde tra le quali si spalma un tipo di sciroppo al caramello detto stroop oppure siroop. I primi vennero prodotti a Gouda, nei Paesi Bassi, nel 1784. In commercio esistono diverse versioni.

## Ingredienti
L'impasto per le cialde è composto da farina, burro, zucchero di canna, lievito, latte e uova. Una palla di impasto di grandezza media viene messa sulla piastra per cialde. Quando la cialda è cotta, e mentre è ancora calda, viene tagliata a metà. Il ripieno caldo, composto da sciroppo, zucchero di canna, burro e cannella si amalgama fra le metà del waffle mentre vengono unite insieme.

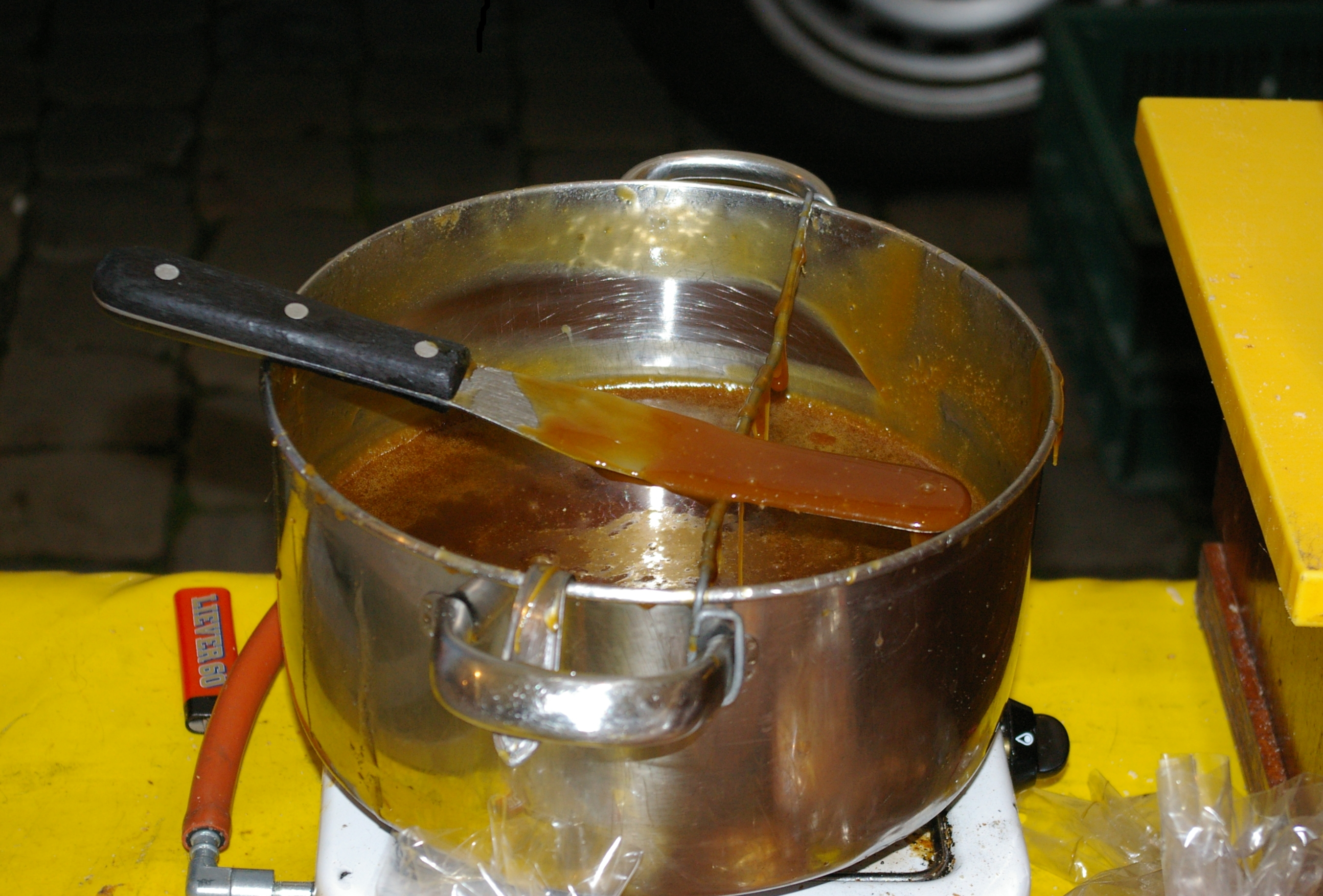
Una pentola di sciroppo caldo usato per farcire le cialde per gli stroopwafels

## Storia
I primi stroopwafel sembrano essere stati prodotti fra la fine del XVIII secolo e l'inizio del XIX da un panettiere usando gli scarti del panificio, come briciole di pane, dolcificati con dello sciroppo. Una leggenda attribuisce l'invenzione degli stroopwafel al panettiere Gerard Kamphuisen, che li avrebbe preparati per la prima volta tra il 1810, anno di apertura del suo panificio, e il 1840, anno al quale risale la più antica ricetta.
Nel XIX secolo, c'erano circa 100 panifici a Gouda che producevano queste cialde con lo sciroppo, l'unica città nella quale erano prodotti fino al 1870. Dopo il 1870 si diffusero anche alle feste e nei mercati fuori della città di Gouda. Nel XIX secolo, le industrie iniziarono a produrre stroopwafel. Nel 1960 c'erano 17 industrie solo a Gouda, di cui quattro sono ancora operative.